# Diego Giovanni Ravelli
Diego Giovanni Ravelli (Lazzate, 1º novembre 1965) è un arcivescovo cattolico italiano, dall'11 ottobre 2021 maestro delle celebrazioni liturgiche pontificie e responsabile della Cappella musicale pontificia sistina e dal 27 giugno 2023 delegato pontificio per la basilica di Sant'Antonio di Padova.

## Biografia
Nasce a Lazzate, in provincia di Monza e della Brianza ed arcidiocesi di Milano, il 1º novembre 1965.

### Formazione e ministero sacerdotale

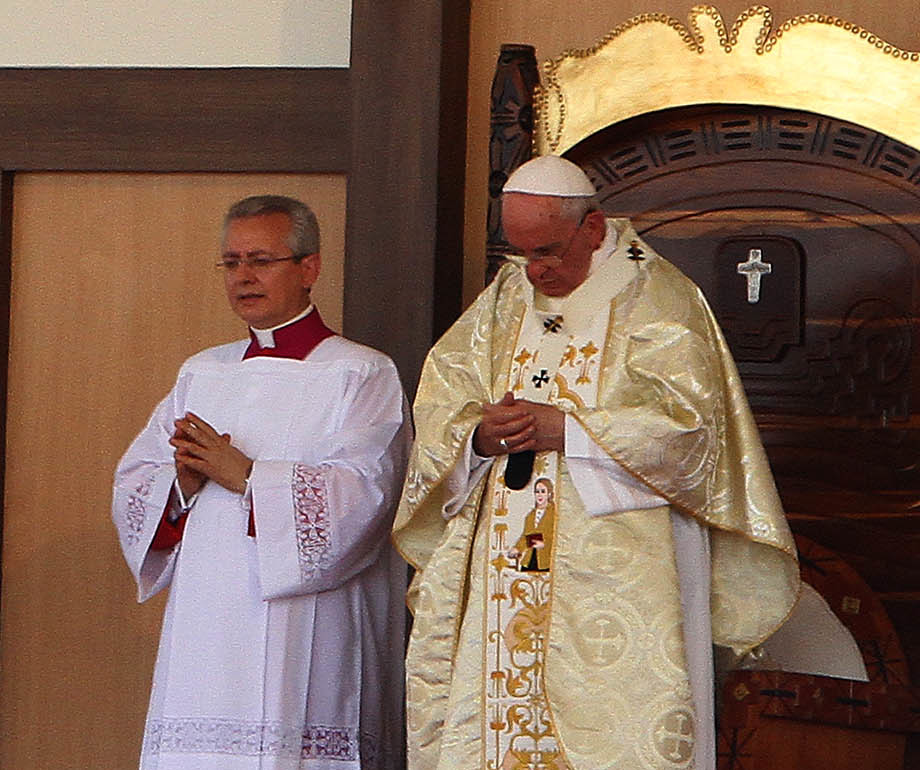
Mons. Ravelli accanto a papa Francesco durante il viaggio apostolico in Ecuador nel 2015

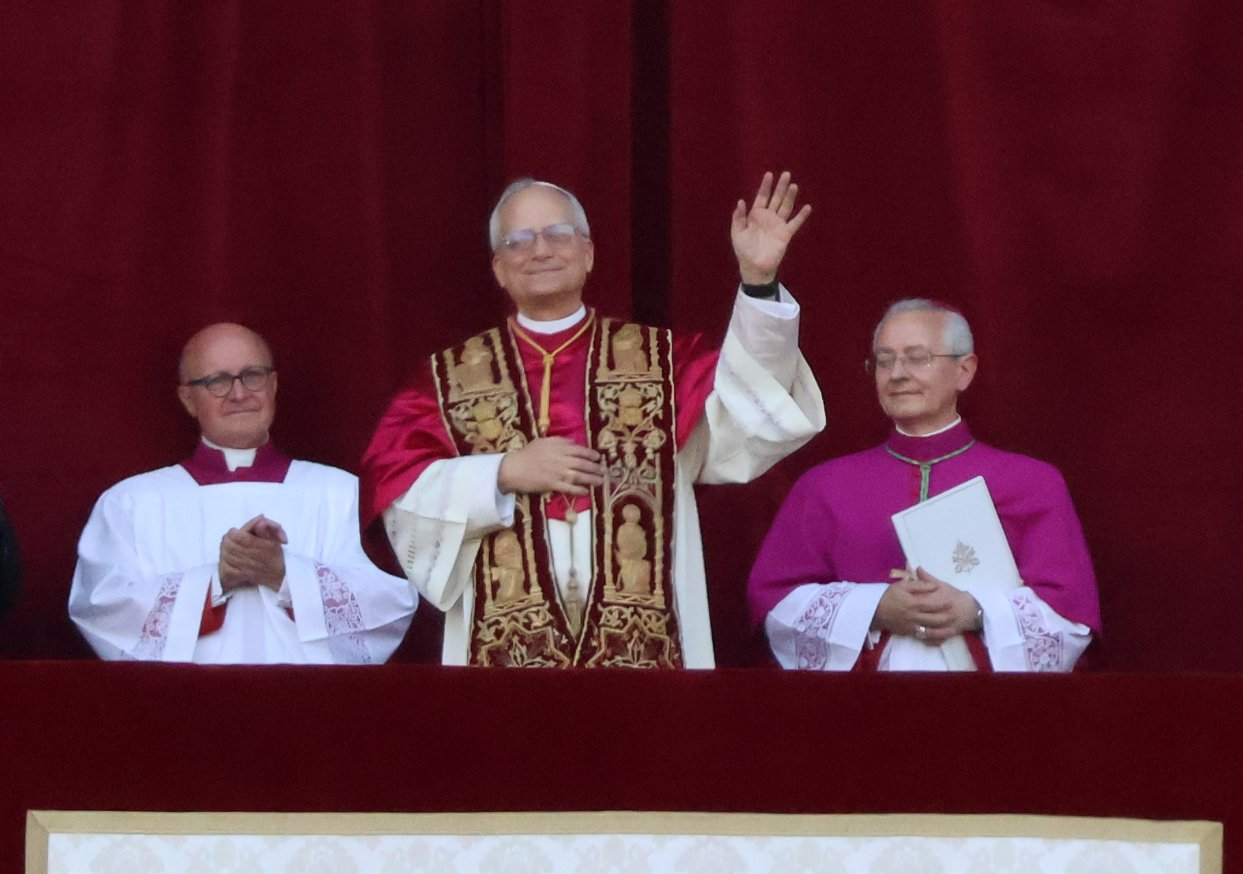
Mons. Ravelli (a destra nella foto, con la mozzetta paonazza) accanto a papa Leone XIV, durante la sua prima apparizione pubblica l'8 maggio 2025

Compie gli studi filosofico-teologici in preparazione al sacerdozio presso il seminario vescovile di Como.
Il 15 giugno 1991 è ordinato presbitero, nella cattedrale di Como, dal vescovo Alessandro Maggiolini per l'associazione clericale pubblica "Sacerdoti di Gesù Crocifisso", i cui membri sono incardinati nella diocesi di Como.
Nel 1998 è nominato officiale dell'Elemosineria apostolica e il 25 settembre dello stesso anno si incardina nella sede suburbicaria di Velletri-Segni.
Diplomatosi nel 2000 in metodologia pedagogica presso l'Università Pontificia Salesiana di Roma, nel 2004 ottiene la licenza in sacra liturgia e nel 2009 il dottorato presso il Pontificio ateneo Sant'Anselmo.
Il 2 giugno 2003 è insignito del titolo di cappellano di Sua Santità.
Il 25 febbraio 2006 è nominato cerimoniere pontificio, mentre dal 12 ottobre 2013 è anche capo ufficio nell'Elemosineria apostolica.
L'11 ottobre 2021 papa Francesco lo nomina maestro delle celebrazioni liturgiche pontificie e responsabile della Cappella musicale pontificia sistina; succede a Guido Marini, precedentemente nominato vescovo di Tortona.
L'11 giugno 2022 viene nominato consultore del Dicastero per il culto divino e la disciplina dei sacramenti.

### Ministero episcopale
Il 21 aprile 2023 papa Francesco lo eleva alla dignità episcopale, nominandolo arcivescovo titolare di Recanati. Il 3 giugno seguente riceve l'ordinazione episcopale, all'altare della Cattedra nella basilica di San Pietro in Vaticano, dal cardinale Pietro Parolin, segretario di Stato della Santa Sede, co-consacranti lo stesso papa Francesco, il cardinale Konrad Krajewski, elemosiniere di Sua Santità, e Guido Marini, vescovo di Tortona, già maestro delle celebrazioni liturgiche pontificie.
Il 27 giugno dello stesso anno è nominato delegato pontificio per la basilica di Sant'Antonio di Padova, succedendo all'arcivescovo Fabio Dal Cin. Il 1º agosto successivo prende possesso dell'incarico, mentre l'8 ottobre compie l'ingresso solenne nella basilica del Santo.
Il 10 dicembre 2024 è nominato membro del Dicastero per il culto divino e la disciplina dei sacramenti.
Come maestro delle celebrazioni liturgiche pontificie cura l'organizzazione delle esequie del papa emerito Benedetto XVI, nel gennaio del 2023, e di papa Francesco, nell'aprile 2025; queste ultime hanno seguito la seconda editio typica dell'Ordo Exsequiarum Romani Pontificis, approvata nel 2024 dallo stesso pontefice.
Durante il conclave del 2025 pronuncia l'extra omnes e, con funzioni di notaio, redige il verbale di accettazione dell'elezione di papa Leone XIV.

## Genealogia episcopale
La genealogia episcopale è:
- Cardinale Scipione Rebiba
- Cardinale Giulio Antonio Santori
- Cardinale Girolamo Bernerio
- Arcivescovo Galeazzo Sanvitale
- Cardinale Ludovico Ludovisi
- Cardinale Luigi Caetani
- Cardinale Ulderico Carpegna
- Cardinale Paluzzo Paluzzi Altieri degli Albertoni
- Papa Benedetto XIII
- Papa Benedetto XIV
- Papa Clemente XIII
- Cardinale Bernardino Giraud
- Cardinale Alessandro Mattei
- Cardinale Pietro Francesco Galleffi
- Cardinale Giacomo Filippo Fransoni
- Arcivescovo Antonio Saverio De Luca
- Arcivescovo Gregor Leonhard Andreas von Scherr
- Arcivescovo Friedrich von Schreiber
- Arcivescovo Franz Joseph von Stein
- Arcivescovo Joseph von Schork
- Vescovo Ferdinand von Schlör
- Arcivescovo Johann Jakob von Hauck
- Vescovo Ludwig Sebastian
- Cardinale Joseph Wendel
- Arcivescovo Josef Schneider
- Vescovo Josef Stangl
- Papa Benedetto XVI
- Cardinale Pietro Parolin
- Arcivescovo Diego Giovanni Ravelli

## Opere
- Diego Giovanni Ravelli, La solennità della Cattedra di San Pietro nella Basilica Vaticana. Storia e formulario della Messa, CLV, 2012, ISBN 9788873671640.
- Diego Giovanni Ravelli, La Domus Ecclesiæ. I luoghi della celebrazione, Milano, San Paolo Edizioni, 2022, ISBN 9788892229457.